# Pello, Finland
Pello är en kommun och med huvudorten Pello kyrkoby i landskapet Lappland i Finland. Kommunen har 3 296 invånare (2021) och täcker en yta på 1 863,72 km². Pello gränsar i norr till Kolari, i öster till Rovaniemi, i söder till finska Övertorneå och i väster till Pajala och svenska Övertorneå. Norra polcirkeln går genom kommunen, bland annat i byn Juoksenki. Kolaribanan och riksväg 21 leder genom Pello. Kommunen är en enspråkigt finsk kommun.
Huvudort i kommunen är Pello kyrkoby som också utgör kommunens enda tätort enligt Statistikcentralens definition. Den 31 december 2020 hade Pello kyrkoby 1 766 invånare och Pello kommun hade då en tätortsgrad på 54,1 %.
I orten Pello finns en staty och ett museum över längdskidåkaren Eero Mäntyranta.
På andra sidan Torne älv från orten Pello ligger svenska småorten Pello i Övertorneå kommun. Före freden i Fredrikshamn 1809 som ledde fram till rikssprängningen 1809 var de två orterna en och samma ort. En bro leder över Torne älv till Pello på svenska sidan.

## Historia

### Administrativ historik
Fram till 1809 tillhörde Pello Övertorneå socken och byn låg på båda sidor av älven. I freden i Fredrikshamn 1809 drogs riksgränsen i älven, genom byn. 1913 överfördes till Pello kommun (då Turtola) ett område med 312 personer. 1 januari 1949 ändrades kommunens namn från Turtola till Pello.

## Geografi

### Orter i kommunen
I kommunen ligger bland andra orterna Pello, Turtola, Juoksenki, Mämmilä, Jarhoinen, Konttajärvi, Lankojärvi, Matinlompolo, Orajärvi och Oranki.

## Politik

### Mandatfördelning i Pello kommun, valen 1976–2021
| 9 | 2 | 13 |  | 2 |

| 8 | 3 | 12 | 4 |

| 7 | 3 |  | 12 | 4 |

| 6 |  | 3 | 14 | 3 |

| 8 | 4 | 12 | 3 |

| 6 | 4 | 14 | 3 |

| 6 | 3 | 16 | 2 |

| 4 | 4 |  | 16 | 2 |

| 20 | 7 |

| 7 | 4 | 14 | 2 |

| 18 | 9 |

| 4 | 2 | 3 | 11 | 1 |

| 16 | 5 |

| 4 | 1 | 1 | 6 | 1 |

| 8 | 5 |

| 4 | 2 | 2 | 7 | 2 |

| 8 | 9 |

### Valresultat i kommunalvalet 2021
| Parti                 | Parti                             | Röstfördelning | Röstfördelning | Röstfördelning | Röstfördelning | Mandatfördelning | Mandatfördelning |
| Parti                 | Parti                             | Antal          | Andel %        | Antal +−       | Andel % +−     | Antal            | +−               |
| --------------------- | --------------------------------- | -------------- | -------------- | -------------- | -------------- | ---------------- | ---------------- |
|                       | Centern i Finland                 | 737            | 41,5           | -190           | -3,2           | 7                | +1               |
|                       | Vänsterförbundet                  | 462            | 26,0           | -33            | +2,1           | 4                | 0                |
|                       | Sannfinländarna                   | 219            | 12,3           | +26            | +3,0           | 2                | +1               |
|                       | Samlingspartiet                   | 191            | 10,7           | +69            | +4,9           | 2                | +1               |
|                       | Finlands Socialdemokratiska Parti | 169            | 9,5            | -81            | -2,5           | 2                | +1               |
|                       | Valmansförening Tuomo Waara*      | 0              | 0              | -51            | -2,5           | 0                | 0                |
|                       | Gröna förbundet*                  | 0              | 0              | -36            | -1,7           | 0                | 0                |
| Giltiga röster totalt | Giltiga röster totalt             | 1 778          | 100,0          | -974           | —              | 17               | +4               |
| Ogiltiga röster       | Ogiltiga röster                   | 9              | 0,5            | 0              | +0,1           |                  |                  |
| Valdeltagande         | Valdeltagande                     | 1 787          | 61,6           | -296           | -5,2           |                  |                  |
| Röstberättigade       | Röstberättigade                   | 2 903          | —              | -217           | —              |                  |                  |

Källa: Justitieministeriet.
Partier eller valmansföreningar med en asterisk (*) ställde inte upp med kandidater i valet.

## Demografi

### Befolkningsutveckling
| Befolkningsutvecklingen i Pello kommun 1880–2020                                                                                      | Befolkningsutvecklingen i Pello kommun 1880–2020 | Befolkningsutvecklingen i Pello kommun 1880–2020 | Befolkningsutvecklingen i Pello kommun 1880–2020 | Befolkningsutvecklingen i Pello kommun 1880–2020 |
| --- | ------------------------------------------------ | ------------------------------------------------ | ------------------------------------------------ | ------------------------------------------------ |
| |                                                  |                                                  |                                                  |                                                  |
| År |                                                  |                                                  | Folkmängd                                        |                                                  |
| 1880 | 1880                                             |                                                  | 1 288                                            |                                                  |
| 1890 | 1890                                             |                                                  | 1 485                                            |                                                  |
| 1900 | 1900                                             |                                                  | 1 861                                            |                                                  |
| 1910 | 1910                                             |                                                  | 1 917                                            |                                                  |
| 1920 | 1920                                             |                                                  | 2 658                                            |                                                  |
| 1930 | 1930                                             |                                                  | 3 508                                            |                                                  |
| 1940 | 1940                                             |                                                  | 4 290                                            |                                                  |
| 1950 | 1950                                             |                                                  | 5 596                                            |                                                  |
| 1960 | 1960                                             |                                                  | 6 753                                            |                                                  |
| 1970 | 1970                                             |                                                  | 6 232                                            |                                                  |
| 1975 | 1975                                             |                                                  | 5 760                                            |                                                  |
| 1980 | 1980                                             |                                                  | 5 624                                            |                                                  |
| 1985 | 1985                                             |                                                  | 5 855                                            |                                                  |
| 1990 | 1990                                             |                                                  | 5 665                                            |                                                  |
| 1995 | 1995                                             |                                                  | 5 420                                            |                                                  |
| 2000 | 2000                                             |                                                  | 4 830                                            |                                                  |
| 2005 | 2005                                             |                                                  | 4 477                                            |                                                  |
| 2010 | 2010                                             |                                                  | 3 980                                            |                                                  |
| 2015 | 2015                                             |                                                  | 3 623                                            |                                                  |
| 2020 | 2020                                             |                                                  | 3 304                                            |                                                  |
| Anm: För tidsserien 1975-2020 avser uppgifterna förhållandena den 31 december nämnda år enligt områdesindelningen den 1 januari 2022. |                                                  |                                                  |                                                  |                                                  |

### Språk
Befolkningen efter språk (modersmål) den 31 december 2021. Finska, svenska och samiska räknas som inhemska språk då de har officiell status i landet. Resten av språken räknas som främmande. För språk med färre än 10 talare är siffran dold av Statistikcentralen på grund av sekretesskäl. För Pello kommun betyder det att inget främmande språk framgår i tabellen på grund av för få antal talare.
| Språk                        | Talare 2021-12-31 | Talare 2021-12-31 |
| Språk                        | Antal             | Andel (%)         |
| ---------------------------- | ----------------- | ----------------- |
| Hela befolkningen            | 3 296             | 100,0             |
| Finska                       | 3 238             | 98,2              |
| Svenska                      | 18                | 0,5               |
| Samiska                      | 1                 | 0,0               |
| Främmande språk totalt       | 39                | 1,2               |
| Språk med färre än 10 talare | 39                | 1,2               |

## Kända personer från Pello
- Kaarlo Castrén, statsminister
- Sari Eero, friidrottare
- Eini, sångerska
- Anders Hellant, astronom
- Paavo Lipponen, statsminister
- Eero Mäntyranta, längdskidåkare
- Markus Krunegård har genom sin mor rötterna i Pello.

## Se även

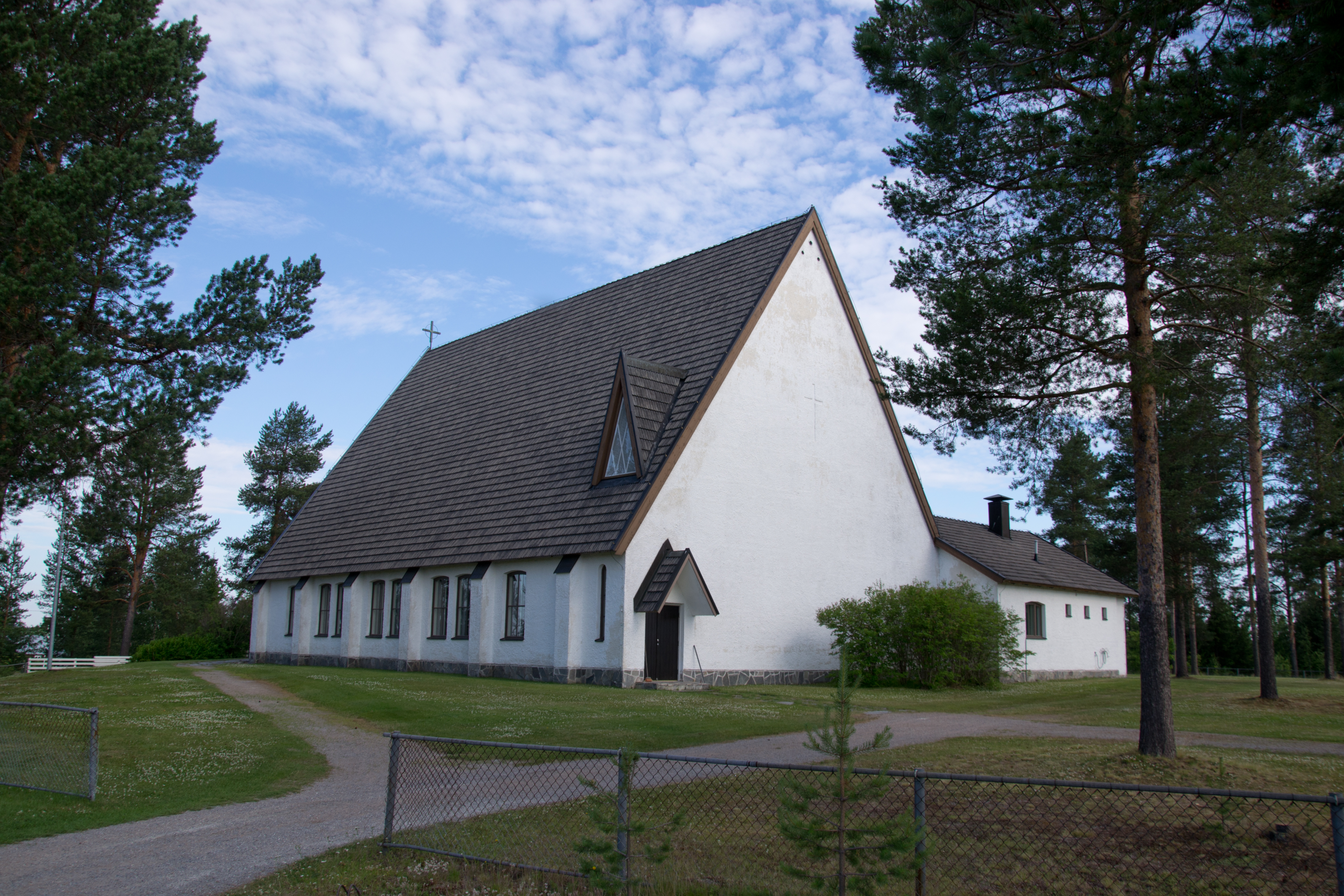
Pello kyrka, uppförd 1950-1953.